# Ricardo Zunino
Ricardo Zunino, né le 13 avril 1949 à San Juan en Argentine, est un ancien pilote automobile argentin.

## Biographie
Ricardo Zunino commence le sport automobile au milieu des années 1970 en Argentine. Auteur de jolies performances dans les championnats nationaux de voitures de tourisme et de sport-prototypes, il obtient une bourse de l'Automobile Club d'Argentine pour tenter sa chance en Europe. En 1977, 1978 et 1979, il participe ainsi au championnat d'Europe de Formule 2, où il n'obtient que de modestes résultats. Il tâte également un peu de la Formule 1 puisqu'il participe au peu relevé championnat Aurora, qui met aux prises des F1 des années passées. Sur une Arrows, il remporte même la manche de Brands Hatch.
Fin 1979, alors que sa carrière semble au point mort, la chance s'en mêle puisqu'il projette d'assister en spectateur au GP du Canada. Les premiers essais libres du vendredi matin sont marqués par un coup de théâtre avec l'annonce soudaine par le double champion du monde Niki Lauda (alors chez Brabham) de son retrait de la F1, avec effet immédiat. La légende raconte que, obligé de trouver un pilote pour remplacer l'Autrichien, Bernie Ecclestone, patron de Brabham, aurait passé une petite annonce via les haut-parleurs du circuit, et que c'est Zunino qui se serait présenté en premier. Cette version des faits est fortement sujette à caution : Zunino avait au cours de l'été participé à une séance d'essais privés pour le compte de Brabham, et son recrutement relevait donc d'une certaine logique. Mais peut-être est-ce réellement via haut-parleur qu'Ecclestone pris contact avec Zunino, qu'il savait présent dans l'enceinte du circuit.
Avec le casque et la combinaison de Lauda, Zunino se sort correctement de son premier Grand Prix puisqu'il parvient à se qualifier en quinzième position et termine la course à la septième place (il est vrai à 4 tours du vainqueur Alan Jones). Lors de l'épreuve suivante à Watkins Glen, il doit abandonner sur sortie de route, mais son résultat en qualification (9e), achève de convaincre Ecclestone que l'Argentin peut faire un coéquipier correct pour Nelson Piquet en vue de la saison 1980.
Mais la première moitié de saison de Zunino s'avère très décevante (avec notamment une non-qualification à Monaco), et à l'issue du GP de France, Brabham le remplace par le Mexicain Héctor Rebaque, qui termine l'année.
Zunino retrouve le volant de la Brabham à l'occasion du GP « pirate » d'Afrique du Sud au début de 1981 (organisée sous l'égide de la WFMS, cette épreuve est absente des statistiques officielles de la FIA), mais Ecclestone préfère finalement renouveler sa confiance à Rebaque pour la saison 1981. Zunino est engagé par Tyrrell pour la tournée sud-américaine (Grands Prix du Brésil et d'Argentine) mais doit céder sa place dès le retour en Europe au grand espoir italien Michele Alboreto. À 33 ans, il décide de mettre un terme à sa carrière.

## Résultats en championnat du monde de Formule 1
| Saison | Écurie               | Châssis | Moteur      | Pneus    | GP disputés | Points inscrits | Classement |
| ------ | -------------------- | ------- | ----------- | -------- | ----------- | --------------- | ---------- |
| 1979   | Parmalat Racing Team | BT49    | Cosworth V8 | Goodyear | 2           | 0               | n.c.       |
| 1980   | Parmalat Racing Team | BT49    | Cosworth V8 | Goodyear | 6           | 0               | n.c.       |
| 1981   | Tyrrell Racing Team  | 010     | Cosworth V8 | Michelin | 2           | 0               | n.c.       |